# Поккельс, Фридрих Карл Альвин
Фридрих Карл Альвин Поккельс (1865—1913) — немецкий физик. Родился в Италии в семье капитана Теодора Поккельса и Альвин Беккер. Он получил докторскую степень в Гёттингенском университете в 1888 году, с 1900 по 1913 был экстраординарным профессором теоретической физики в Гейдельбергском университете.
В 1893 Ф. Поккельс открыл, что постоянное электрическое поле, приложенное к определённым материалам, обладающим двойным лучепреломлением, вызывает изменение показателя преломления, приблизительно пропорционально силе приложенного поля. Коэффициент пропорциональности лежит в пределах от 10−10 до 10−12 В−1. Это явление называют эффектом Поккельса.
Его сестра Агнес Поккельс (1862—1935) была тоже физиком.